# Газоструменевий випромінювач

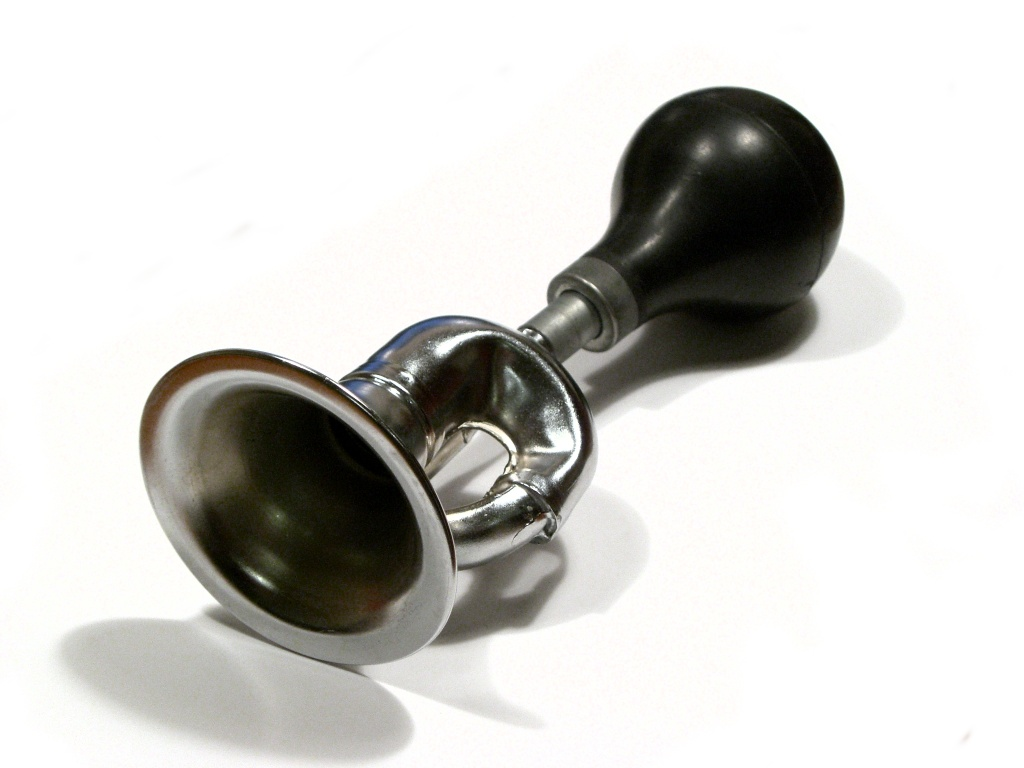
Велосипедна сирена — клаксон

Газострумене́вий випромі́нювач, газоструми́нний випромінювач — генератор акустичних коливань, що створюються пульсаціями у високошвидкісному газовому струмені поблизу перешкод (резонаторів, клинів або мембран). Пульсуючий режим потоку зумовлений виникаючими автоколиваннями і приводить до періодичних стисків і розріджень газу, що випромінюються у вигляді акустичних хвиль.
Джерелом енергії в газоструйних генераторах звуку служить кінетична енергія газового струменя. Виділяють кілька типів ГГЗ: На теперішній час використовуються переважно на морському транспорті, рідше — на автівках (переважно — вантажних). Автомобільну сирену називають клаксон.
- Свистки або статичні сирени (свисток Гавро, свисток Гальтона, вихровий свисток, свисток Левавассера)
- Мембранні випромінювачі
- Генератори типу генератора Гартмана
- Динамічні сирени